# بسمة بنت علي
بسمة بنت علي بن نايف (24 آذار 1970-) وتعرف أيضا باسم بسمة فاطمة، أميرة أردنية، إبنة الأمير علي بن نايف حفيد الملك عبد الله الأول (مؤسس المملكة الأردنية الهاشمية وأول ملوكها). عينت في 27 أبريل 2022 سفيرة نوايا حسنة لمنظمة الأغذية والزراعة التابعة للأمم المتحدة لمنطقة الشرق الأدنى وشمال أفريقيا. وهي تشغل عضوية العديد من مجالس من المنظمات الخيرية الاجتماعية وتترأس عدداً من اللجان الوطنية منها اللجنة الوطنية للتنوع الحيوي في وزارة البيئة في الأردن. تعمل على حماية التنوع الحيوي في الأردن منذ 30 عاماً.

## حياتها
خدمت في الجيش الأردني لمدة 12 عاماً ووصلت إلى رتبة رائد. في العام 2021 تولت منصب رئيس أمناء الصندوق الهاشمي لتطوير البادية في الأردن، كما أسست العديد من المؤسسات البيئية كالحديقة الملكية النباتية في الأردن (عام 2008) لحماية النباتات الأردنية الأصلية، في 1995 شاركت في تأسيس الجمعية الملكية لحماية البيئة البحرية بغرض حماية الحيد المرجاني والشعب المرجانية في الأردن.
حصلت الأميرة بسمة على العديد من الأوسمة والجوائز، منها وسام الذكرى المئوية لتأسيس الدولة عام 2022، وميدالية هنري شو من حديقة ميسوري النباتية لعملها الرائد لنشر الوعي بين الأردنيين حول أهمية حماية النباتات والبيئة. في عام 2002 انتخبها برنامج الأمم المتحدة للبيئة مرشحة لقائمة الشرف العالمية للإنجازات في مجال البيئة. وفي 1998 حصلت على لقب "بطل الكوكب" من مجلة تايم الأمريكية لتكون بذلك أول امرأة عربية تنال هذا اللقب.
كما حصلت على وسام الاستحقاق عام 1998 وعلى جائزة الملك حسين الذهبية للتميز عام 1995.

## حياتها الخاصة
الأميرة بسمة هي إبنة الأمير علي بن نايف من زوجته وجدان بنت فواز آل مهنا، أشقائها هم الأميرة رجوة، والأميرة نافعة، والأمير محمد عباس.
في 9 آذار 1997 تزوجت من أمجد يوسف فراح وأنجبت منه:
- عليّ وزيد (11 تشرين الثاني 2004-)
- رقيّة (22 آب 2002-).